# 공주역
공주역(Gongju station, 公州驛)은 대한민국 충청남도 공주시 이인면 신영리에 있는 호남고속선의 철도역이다. 2015년 4월 2일에 호남고속선과 함께 개통하였다. 2016년 12월 9일부터 SRT 개통과 함께 SRT도 이 역에 정차한다.

## 역사
호남고속철도를 별도의 고속선으로 건설하는 것이 확정된 후, 호남고속선이 경부고속선에서 분기하는 역을 어디로 정할지 지자체 간 논쟁이 있었다. 충청남도는 거리가 가장 짧고 환경 훼손 우려가 적은 천안아산역 분기안을, 충청북도는 행정중심복합도시와 가장 가깝고 강외면을 중심으로 한 X축 철도망을 건설할 수 있는 오송역 분기안을, 대전광역시는 수요가 가장 많고 사업비는 가장 저렴한 대전역 분기안을 추진하였는데, 2005년 6월에 오송역이 분기역으로 확정되었다. 오송역 분기안이 사업성에서 유리한 점이 별로 없어 반발이 일자, 추병직 건설교통부 장관이 2005년 9월 22일 국정감사에서 오송과 익산 사이에 역을 설치하는 것을 검토하겠다고 밝혔다.
역사 위치 선정 당시 충청남도 논산시, 공주시, 연기군 등 총 4군데의 후보지가 검토되었는데, 2006년에 인접한 자치단체들의 중간에 있다는 이유로 현재의 위치인 공주시 이인면 신영리에 역을 설치하는 것이 확정되었다. 그런데 이 위치가 공주시 도심에서 17km, 논산시에서 22km, 부여군 부여읍에서 25km 떨어진 곳인 데다가, 역 주변이 산지라서 도로망이 확충되어 있지 않아 접근성이 떨어지다 보니, 수요를 고려하지 않고 세금을 낭비하였다는 감사원의 지적이 있었다. 게다가 공주역으로 들어오는 시내버스 노선들의 배차간격이 엄청 길 뿐만아니라, 택시를 이용할 경우 3만 원이 넘는 요금이 나오게 되므로, 공주 시내까지 접근성이 매우 떨어진다. 이로 인하여 세종역 신설이 본격적으로 논의되었다.

### 연혁
- 2013년 6월 26일: 역사 착공[11]
- 2015년 2월 13일 : 역사 사용개시 고시[12]
- 2015년 4월 2일 : 호남고속선 개통
- 2015년 9월 30일 : 역사 준공[11]
- 2016년 12월 9일 : SRT 운행 개시

## 역 구조
2면 2선의 상대식 승강장이다. 가운데에 2선의 통과선이 있다.

### 승강장
| ↑ 오송 |
| \| １  |
| 익산 ↓ |

| 1 | 호남고속선 하행 | KTX · SRT | 익산 · 광주송정 · 목포 · 순천 · 여수엑스포 방면  |
| 2 | 호남고속선 상행 | KTX · SRT | 오송 · 천안아산 · 광명 · 용산 · 수서 · 행신 방면 |

## 승차량 변동
| 연도와 승하차방향 | 연도와 승하차방향 | 호남고속선 | 호남고속선 | 호남고속선 |
| 연도와 승하차방향 | 연도와 승하차방향 | KTX        | SRT        | 총계       |
| ----------------- | ----------------- | ---------- | ---------- | ---------- |
| 2015년            | 승차              | 54,213     | 미개통     | 54,213     |
| 2015년            | 하차              | 52,582     | 미개통     | 52,582     |
| 2015년            | 승하차            | 106,795    | 미개통     | 106,795    |

## 사진

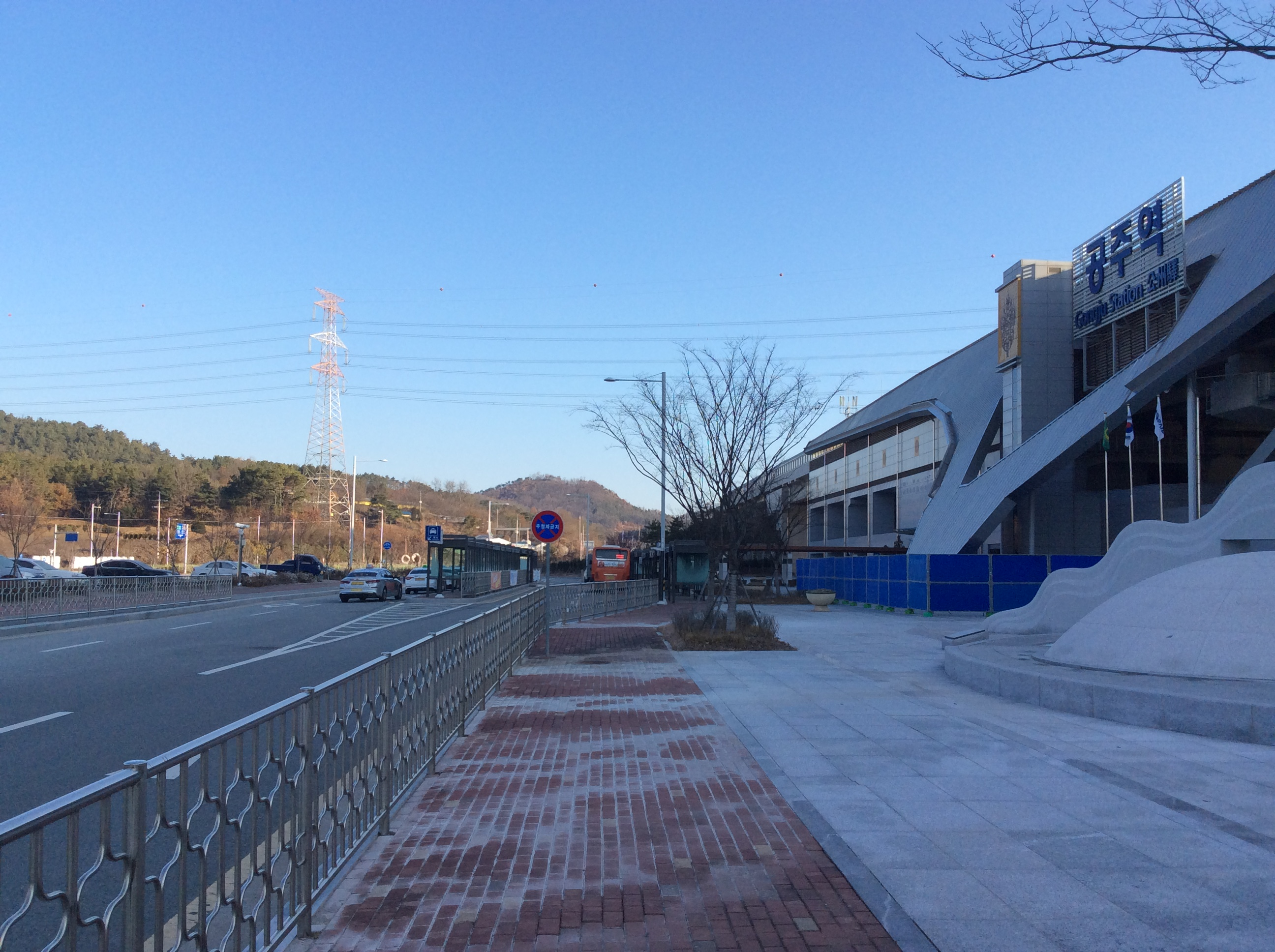
역사
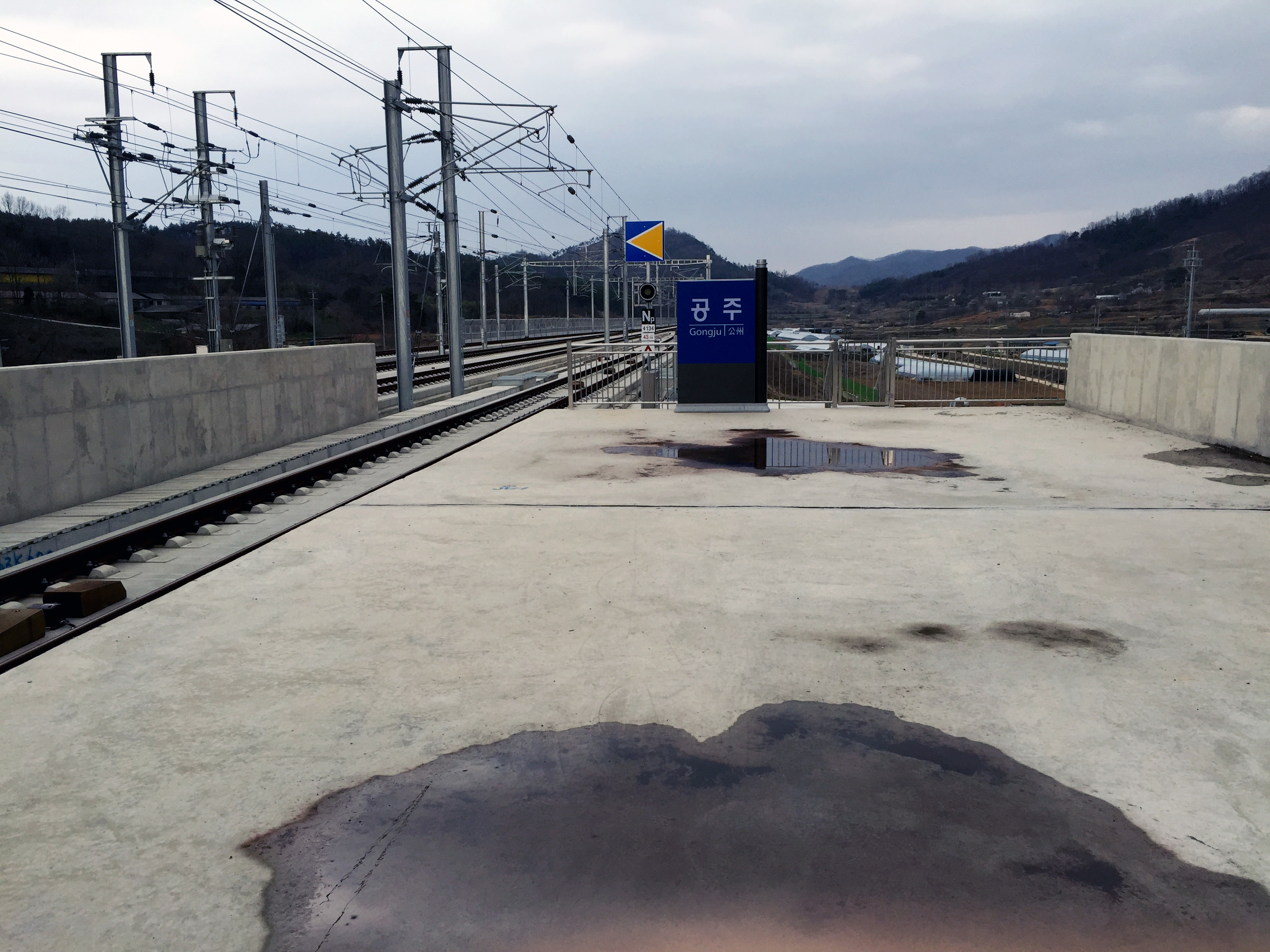
승강장 끝 역명판
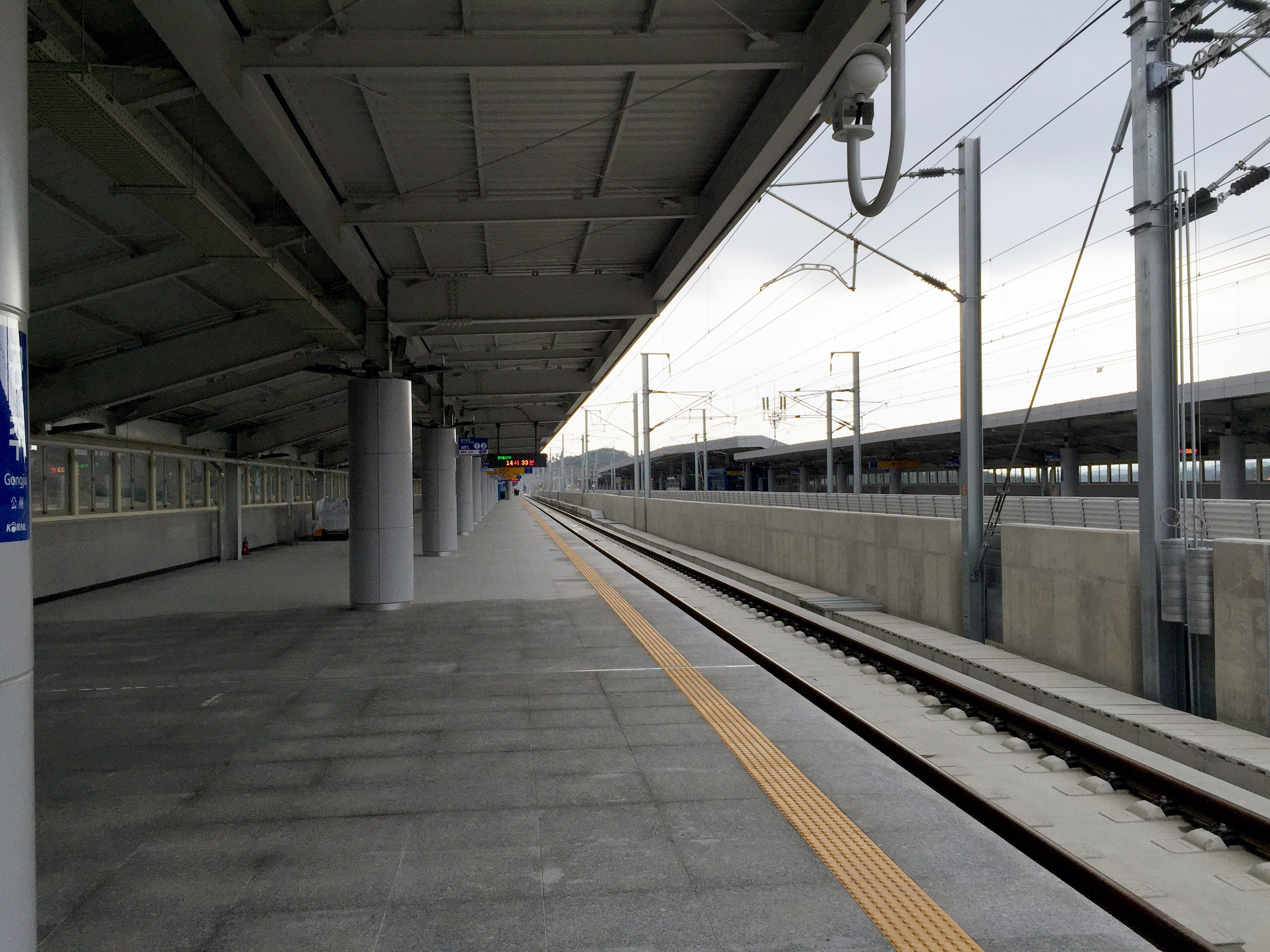
승강장
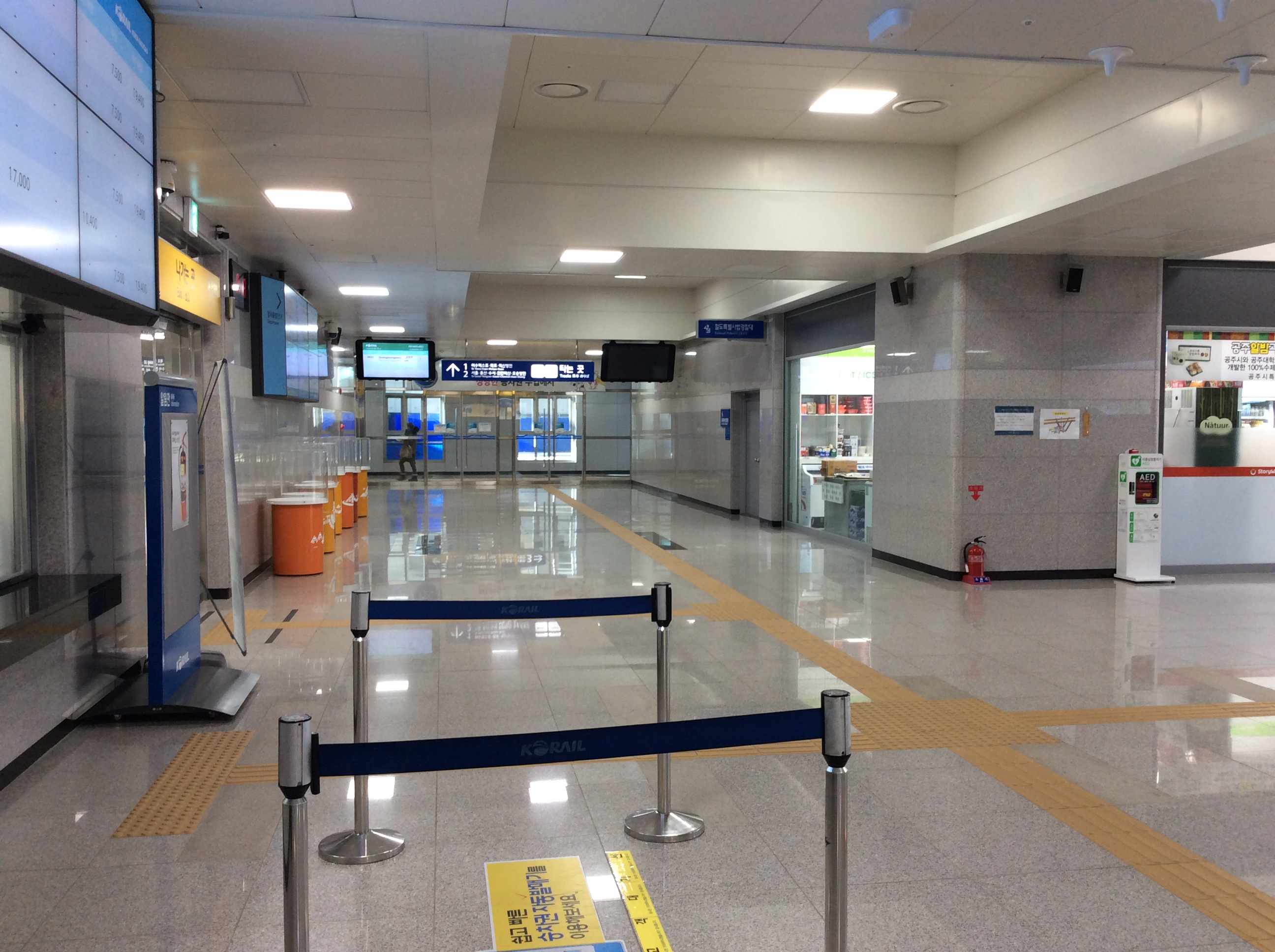
맞이방
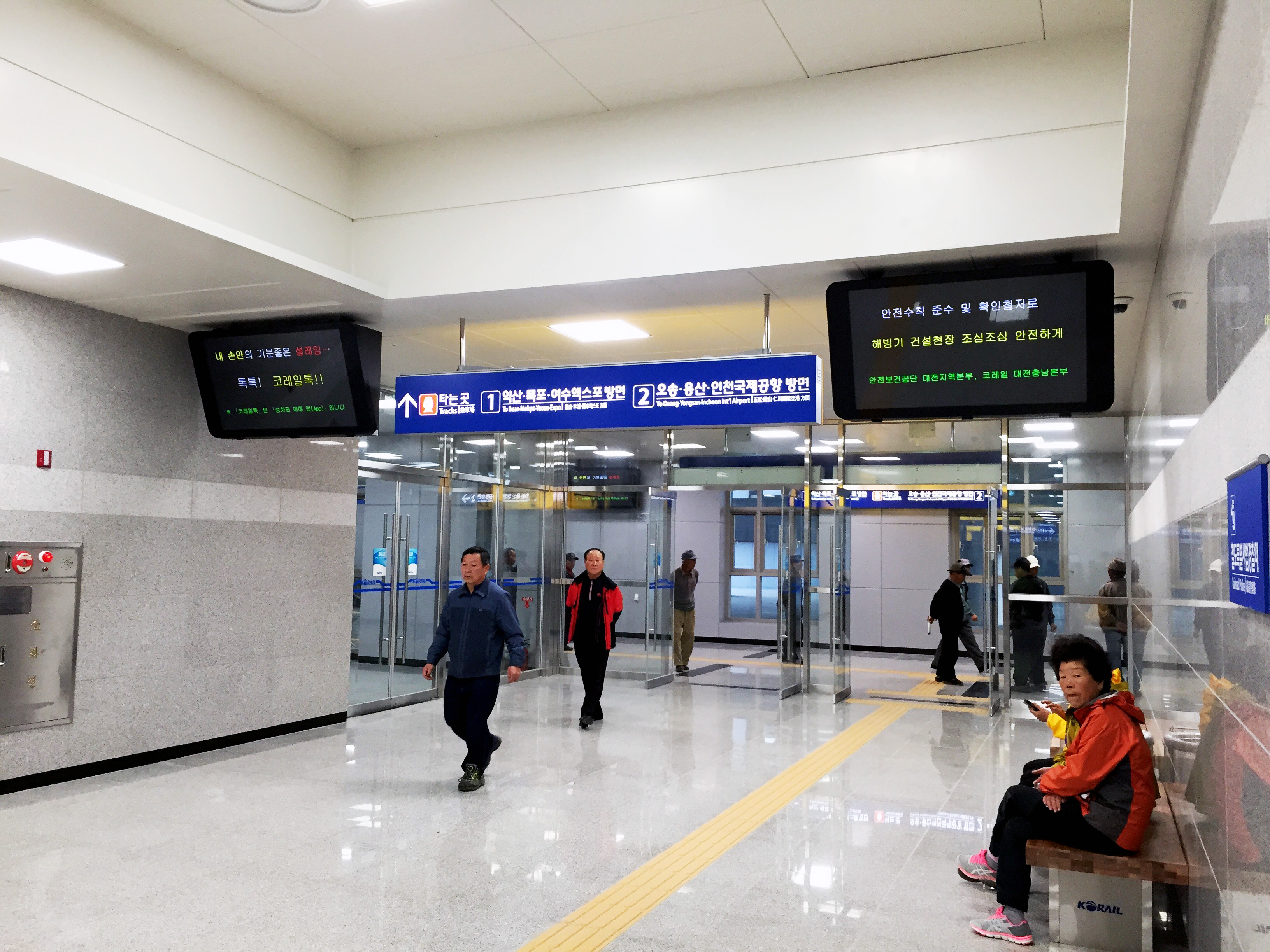
개찰구
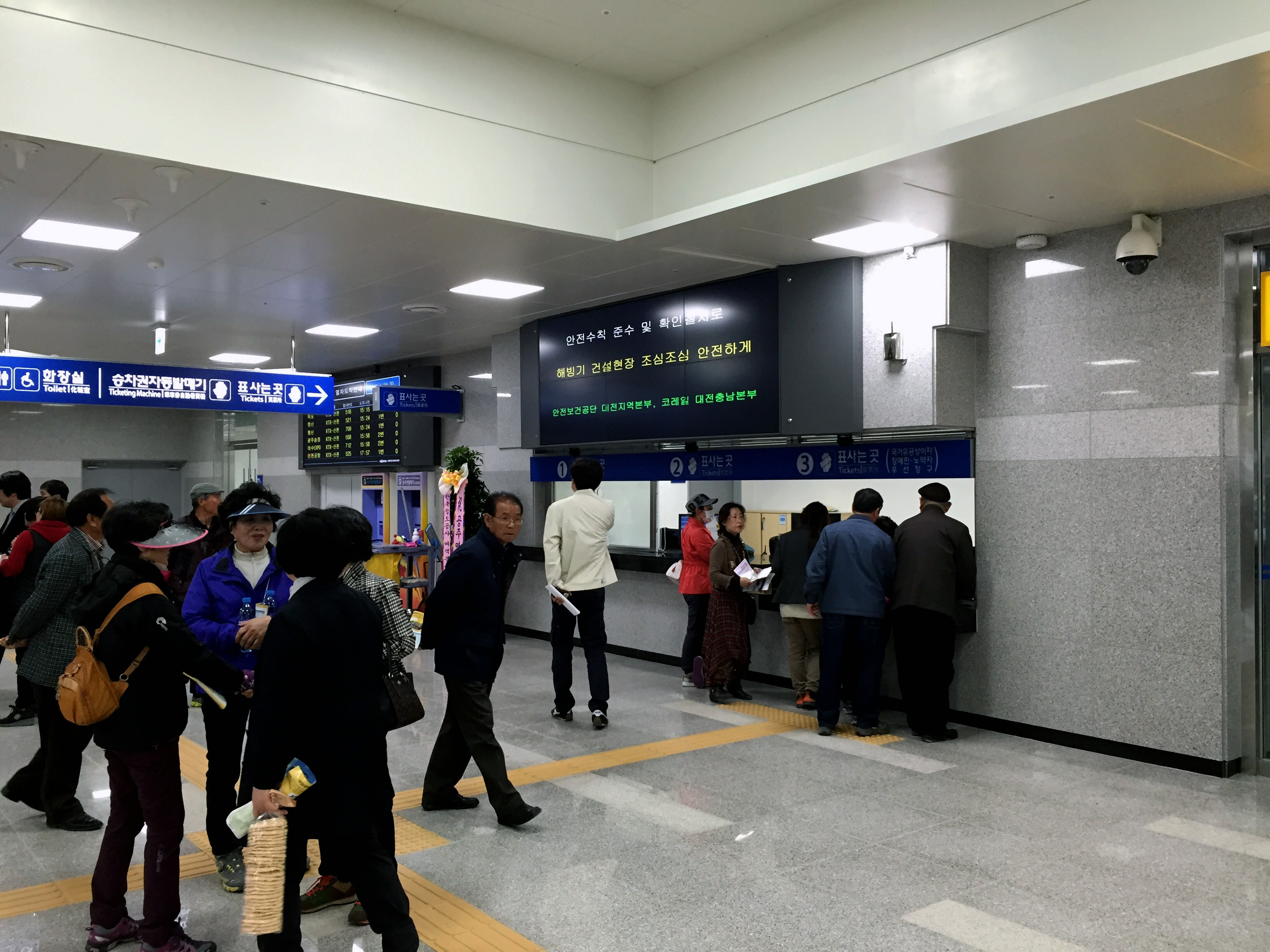
매표소
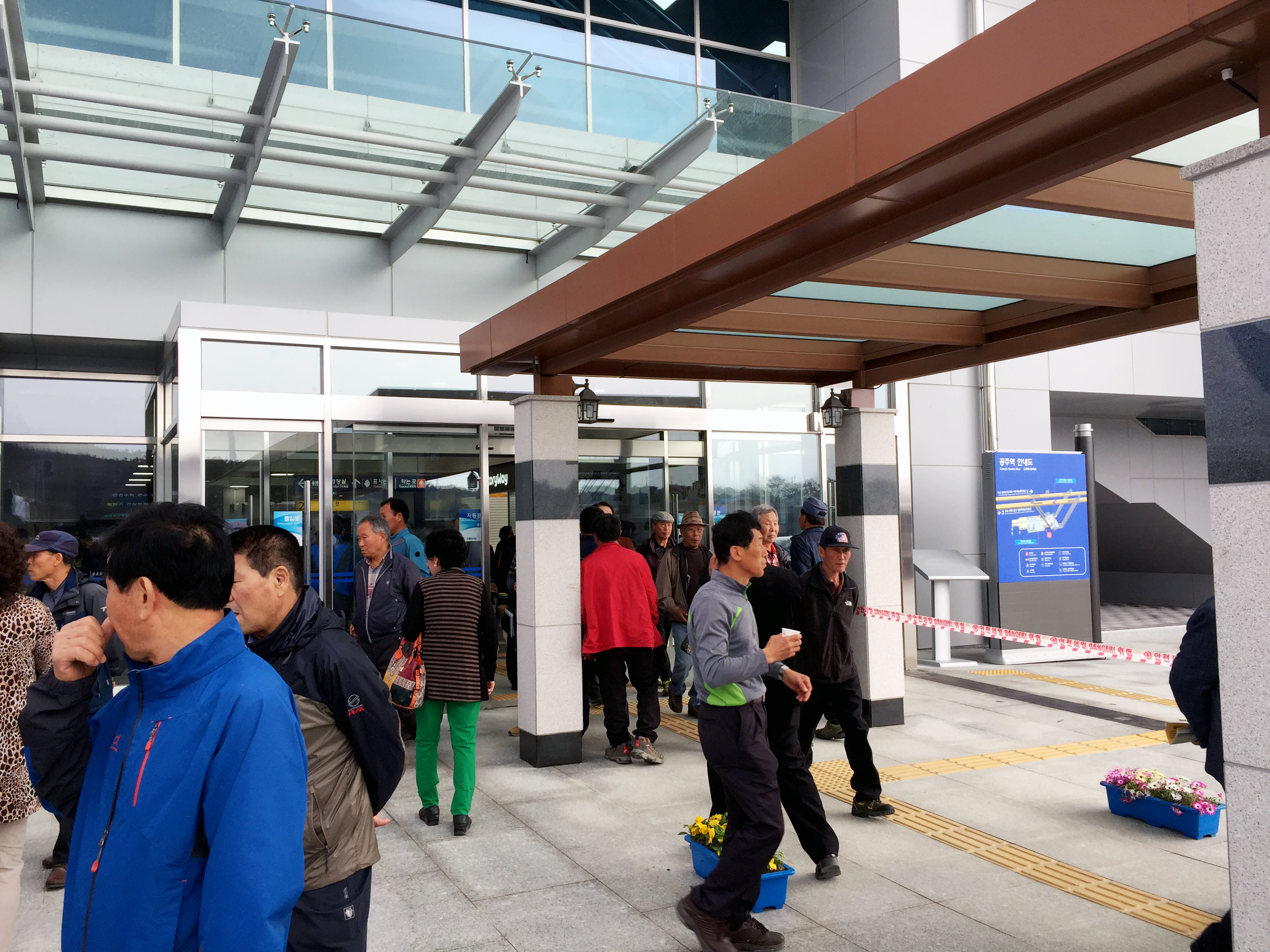
1번 출입구
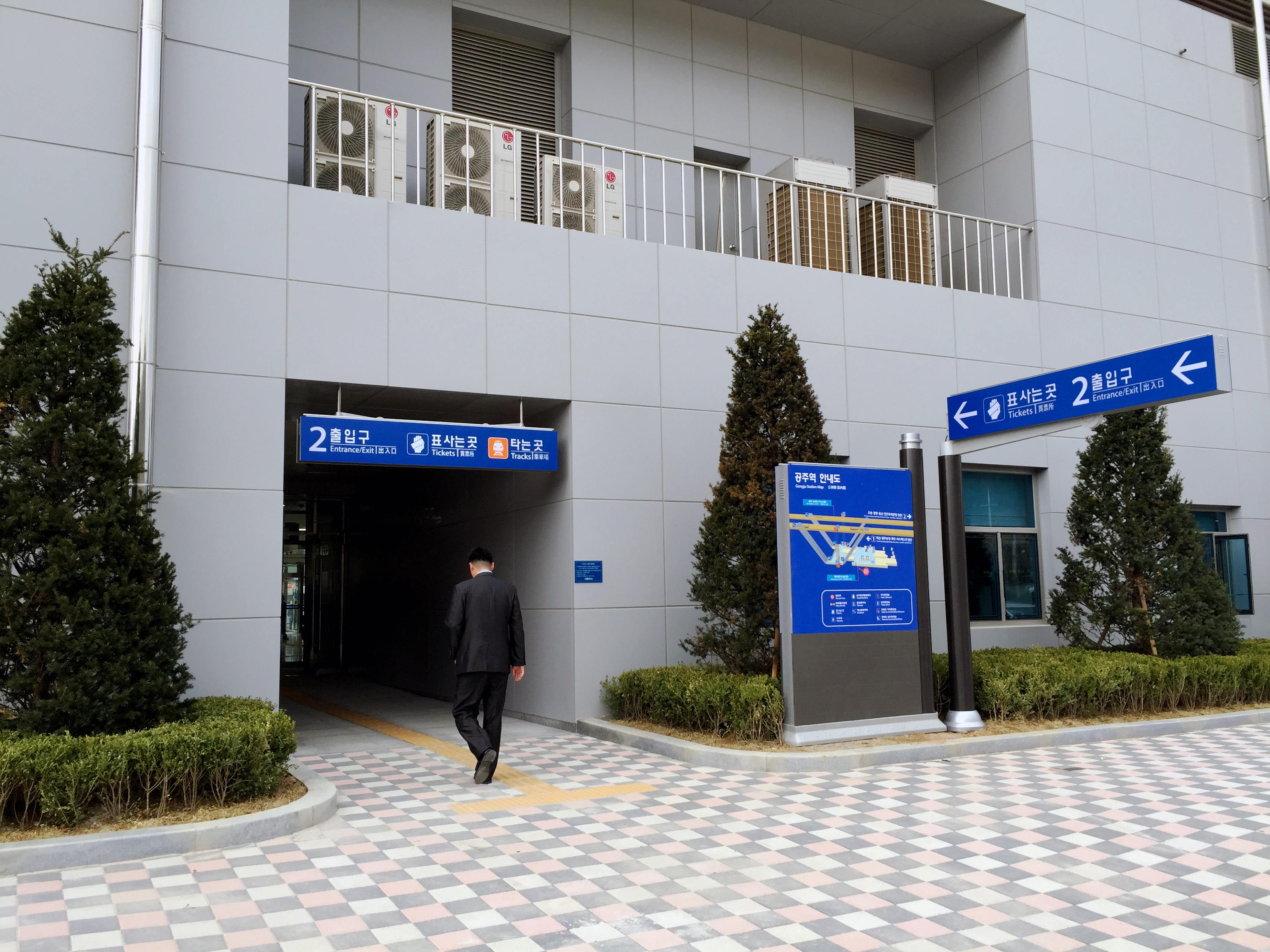
2번 출입구

## 인접한 역
| 호남고속선     | 호남고속선     | 호남고속선           |
| -------------- | -------------- | -------------------- |
| 오송 행신 방면 | KTX 호남고속선 | 익산 목포 방면       |
| 오송 행신 방면 | KTX 전라선     | 익산 여수엑스포 방면 |
| 오송 수서 방면 | SRT 호남고속선 | 익산 목포 방면       |
| 오송 수서 방면 | SRT 전라선     | 익산 여수엑스포 방면 |

## 같이 보기
- 한국고속철도